# 伊達国隆
伊達 国隆（だて くにたか）は、江戸時代前期の武士。仙台藩一門第六席・岩谷堂伊達家2代当主。

## 生涯
慶長19年（1614年）、一門伊達政隆の子として生まれる。
元和元年（1615年）8月、父・政隆の死去によりわずか2歳で家督・知行1000石を相続し、陸奥国栗原郡清水邑主となる。長に及び石母田宗頼の女を正妻に迎え女子を授かるが、寛永16年（1639年）8月28日、妻が病により22歳で亡くなる。寛永19年（1642年）、領内で行われた寛永総検地が「二割出目」で行われたため、正保元年（1644年）8月、出目高を加増され、知行1200石となる。同年9月、主君・伊達忠宗の世子・光宗に仙台城書院で御礼御目見する。
正保4年（1647年）5月、伊達忠宗の七男・藤松丸（後の宗規）を婿養子に迎える。慶安元年（1648年）9月11日、死去。享年35。家督は藤松丸が相続した。
万治2年（1659年）宗規が江刺郡岩谷堂に転封となり、代々治めたため岩谷堂伊達家と呼ばれる。